# Boecillo
Boecillo es un municipio de España, en la provincia de Valladolid, comunidad autónoma de Castilla y León. Tiene una superficie de 24,09 km² con una población de 4304 habitantes y una densidad de 178,66 hab./km². Está situado junto a la carretera nacional N-601, alberga el Parque Tecnológico de Boecillo y la zona de eventos del Casino de Castilla y León

## Geografía
El término municipal se extiende en un terreno con pequeñas ondulaciones entre los ríos Duero y el curso final del Cega, que desemboca muy cerca de la localidad. Forma parte de la comarca de Tierra de Pinares. El municipio se alza a 727 metros sobre el nivel del mar, a 14 kilómetros del centro de la capital vallisoletana. 
| Noroeste: Viana de Cega, Valladolid | Norte: Laguna de Duero      | Noreste: Laguna de Duero          |
| Oeste: Viana de Cega                |                             | Este: Tudela de Duero (exclave)   |
| Suroeste: Viana de Cega             | Sur: La Pedraja de Portillo | Sureste: Aldeamayor de San Martín |

## Historia
No hay datos arqueológicos ni históricos, hasta la mención en 1156 de la donación del “Monte de Boecillo- Puente Duero” a la ciudad de Valladolid por Alfonso VII.
Otra mención es la construcción de un puente sobre el río Duero entre Boecillo y Laguna por los Reyes Católicos.
No hay más referencias hasta el siglo XIX en que aparece en el “Diccionario geográfico-estadístico-histórico de España y sus posesiones de ultramar” de Pascual Madoz. En él se detalla cual era su situación en 1850, el número de habitantes, infraestructura, clima, relieve, flora y el sistema productivo.
En su término municipal se encuentra la ganadería más antigua de toros de lidia, el Raso de Portillo.

## Toponimia
Existen dos teorías sobre la procedencia del nombre del pueblo, Boecillo. La primera alude a la gran existencia de la planta “Boj”, cuyo nombre evoluciona gramaticalmente hasta transformarse en la palabra Boecillo. La segunda atribuye su procedencia a un pequeño buey, al que se llamaba “bueyecillo”, que acudía a diario a beber agua a la fuente del pueblo.

## Geografía humana

### Demografía
Cuenta con una población de 4357 habitantes (INE 2024).
| Gráfica de evolución demográfica de Boecillo entre 1842 y 2021                                                        |
| |
| Población de derecho según los censos de población del INE. Población de hecho según los censos de población del INE. |

| 910                  | 1242 | 1852 | 2327 | 3324 | 3686 | 3928 | 3989 | 4016 | 4104 | 4154 | 4304 |
| (Fuente: www.ine.es) |      |      |      |      |      |      |      |      |      |      |      |

La población está dividida entre estos principales núcleos de población:
| Núcleo               | Población 2022 |
| -------------------- | -------------- |
| Boecillo             | 2101           |
| Pago de Nogal        | 1203           |
| Pinar del Peregrino  | 392            |
| Pago de Barca        | 411            |
| (Fuente: www.ine.es) |                |

El pueblo se encuentra englobado en lo que se llama área metropolitana de Valladolid.
En el censo de 1857 Boecillo contaba con 533 vecinos.
El número de emigrantes españoles con residencia en Boecillo es de 24, según el PERE (padrón de españoles residentes en el extranjero) que elabora el INE a fecha de 1 de enero de 2011. 10 varones y 12 mujeres.

### Transportes
La carretera nacional N-601 pasa por el municipio.

### Economía

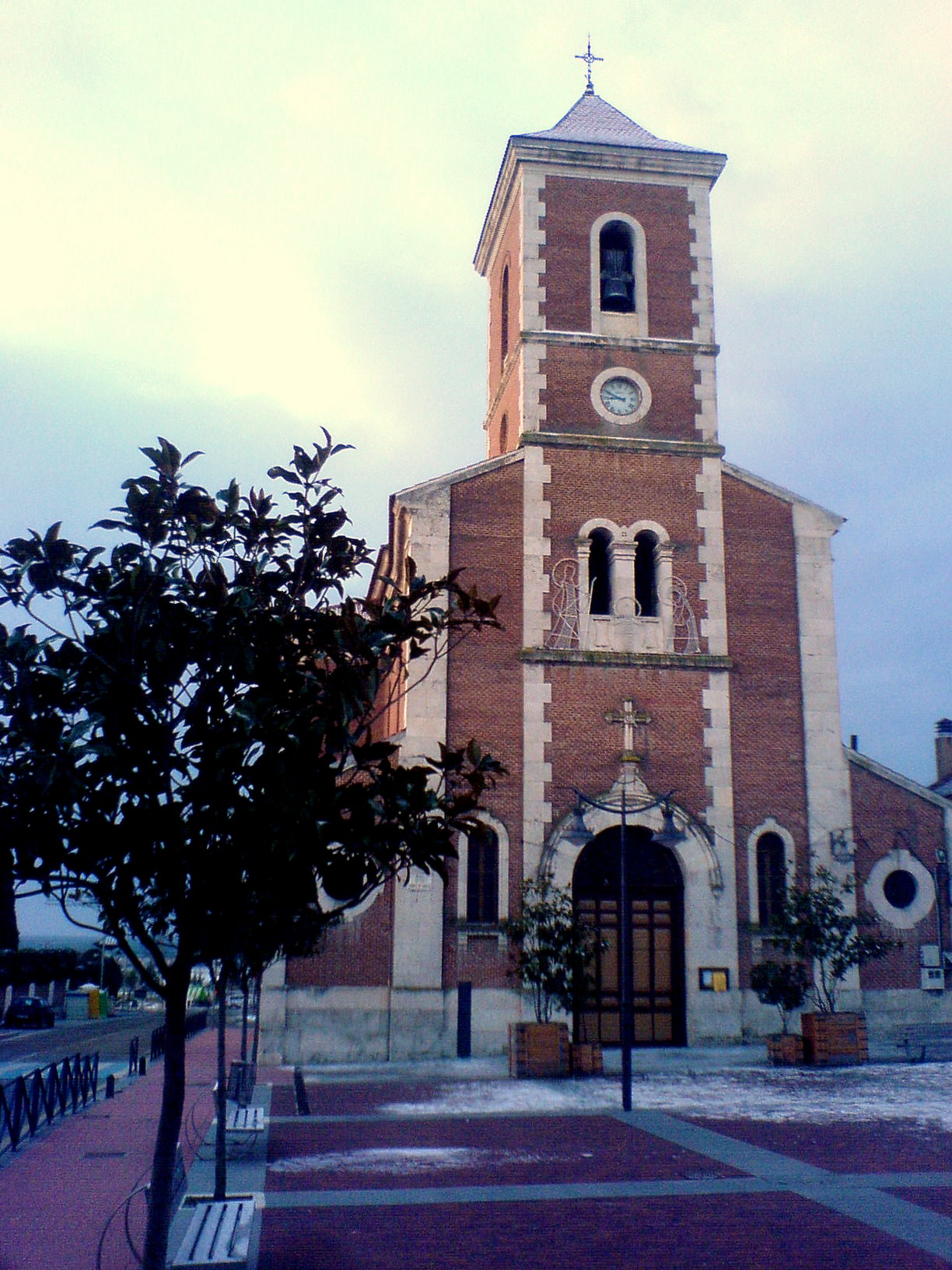
Iglesia de San Cristóbal.

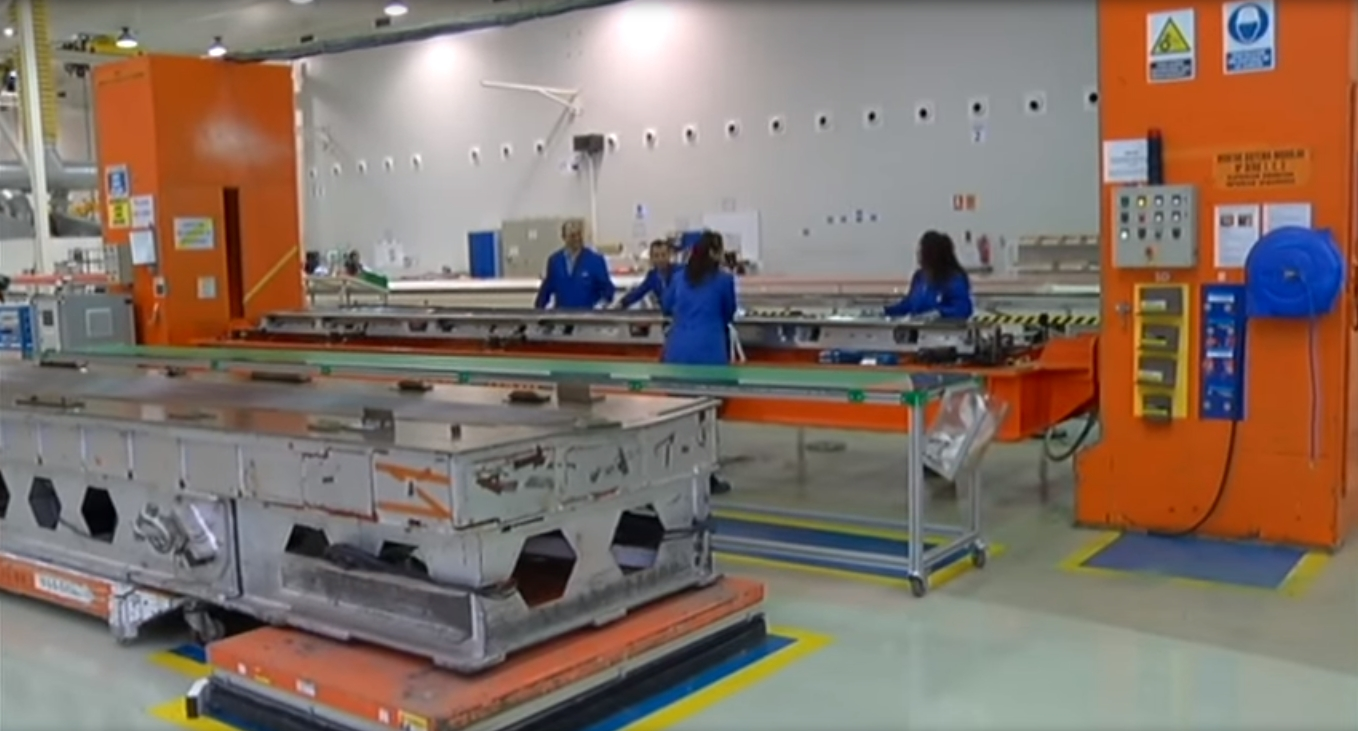
Fábrica de Aciturri Aeronáutica en el Parque Tecnológico de Boecillo, año 2015.

La iglesia de San Cristóbal es de estilo neoclásico y construida a finales del siglo XIX.
Su parque tecnológico es uno de los más importantes de los existentes en el norte de España. En él se encuentran diferentes empresas, incluyendo Deimos Imaging, una firma que colabora con la NASA y cuyo director es el astronauta español Pedro Duque.
Alberga la zona de eventos del Casino de Castilla y León que abrió sus puertas en 1986. Se sitúa en el Palacio de los Condes de Gamazo, edificio de estilo neoclásico de finales del siglo XIX, y que sirvió de residencia a Germán Gamazo. Hasta el 31 de diciembre de 2015 albergó en este edificio la sala de juegos.

## Administración y política
El alcalde de la localidad es Raúl Gómez Pintado, del Partido Popular, desde el 13 de junio de 2019.

## Cultura

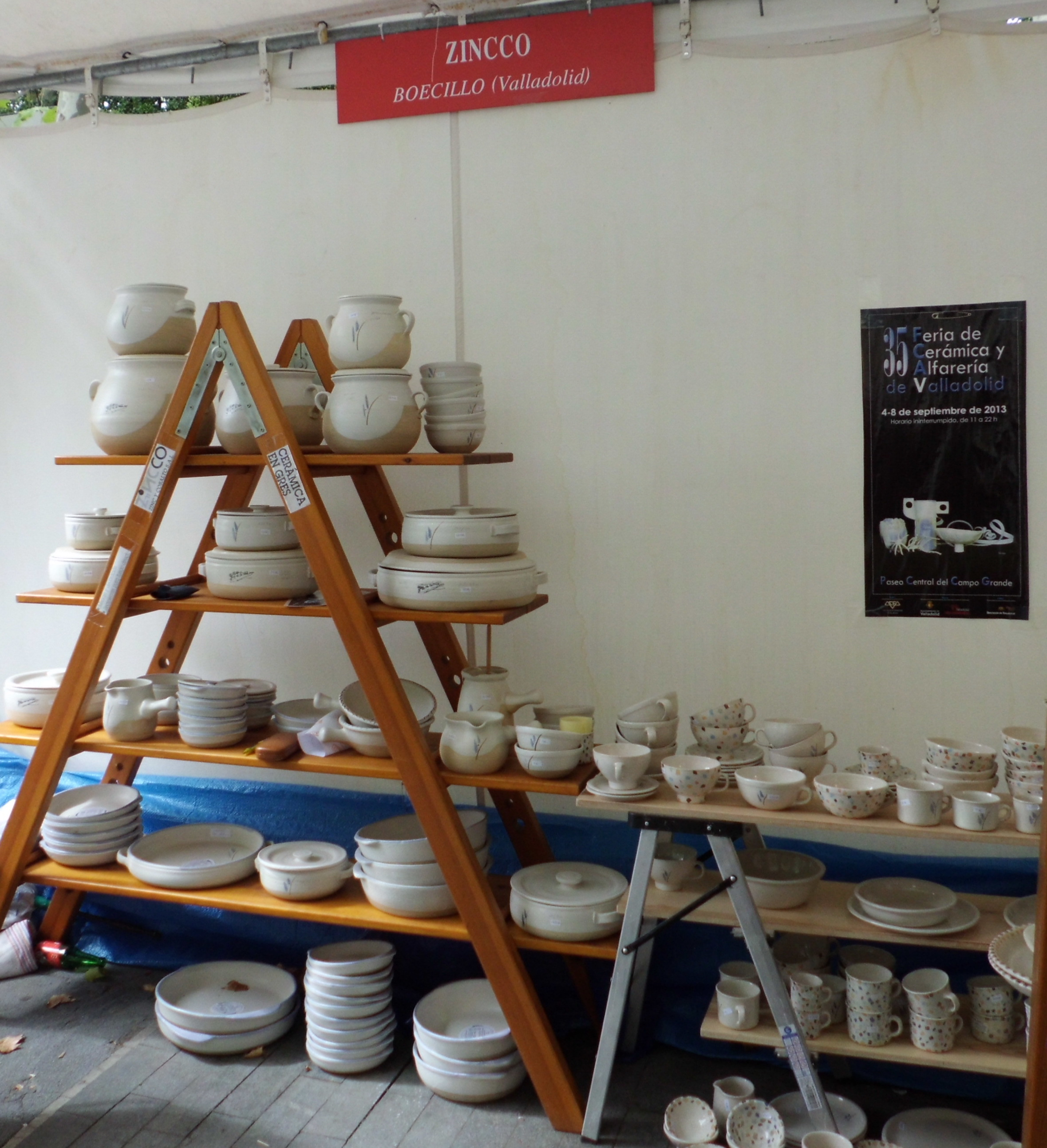
Cerámica de Boecillo expuesta en la Feria de cerámica de Valladolid, año 2013.

### Festividades
Tiene dos festividades anuales en honor a sus patrones, San Cristóbal (10 de julio) la cual ha perdido importancia con el paso de los años, ofrendándose la tradicional misa con la bendición de los vehículos estacionados en al plaza mayor; en las fiestas de la Virgen de la Salve, la colaboración popular aumenta, saliendo la gente a las calles durante 4 o 5 días según se tercie, el día de la virgen es el día 8 de septiembre y en función del día de la semana en que caiga las fiestas se celebran antes o después.
También son celebradas las fiestas en honor a Santa Águeda los días 4 y 5 de febrero

### Deportes
- C.D Boecillo, equipo de fútbol que milita en la Primera División Provincial Aficionados de Castilla y León
- U.D. Boecillana, equipo de fútbol que milita en la Tercera División Provincial Aficionados de Castilla y León

Instalaciones
- Campo de fútbol municipal
- Polideportivo municipal-pabellón multifuncional (dispone además de tres pistas de pádel anexas, dos de ellas cubiertas)
- Frontón cubierto y pista polideportiva anexa
- Piscina municipal con tres vasos
- Pista de baloncesto El Tejar (pista polideportiva)
- Pistas de tenis
- Pista polideportiva en El Peregrino

## Vecinos ilustres
- Germán Gamazo, ministro de Fomento durante el reinado de Alfonso XII.

- Fernando Calero Villa, jugador del Real Club Deportivo Espanyol desde la temporada 2019/20